# Jung Il-woo
Jung Il-woo (tiếng Hàn: 정일우, sinh ngày 9 tháng 9 năm 1987) là nam diễn viên, người mẫu và ca sĩ người Hàn Quốc. Anh nổi tiếng với vai Lee Yoon Ho trong bộ phim Gia đình là số một. Jung Il-woo từng theo học tại học viện nghệ thuật Seoul (đã tốt nghiệp). Cha của Jung Il-woo là giám đốc học viện Kendo. Mẹ anh là viện trưởng Textiles Research Lab tại đại học Hàn Quốc và là một chuyên gia từng đạt giải thưởng trong lĩnh vực nghệ thuật lịch sử. Ông nội của anh là một giám đốc bệnh viện ở Hàn Quốc.

## Sự nghiệp
"The World of Silence – Thế giới của sự yên lặng" là bộ phim đầu tiên, Jung Il-woo được mời tham gia diễn xuất. Trong phim, Jung Il-woo vào vai một nhân vật nam trầm tĩnh, ôn hòa, chu đáo, tần số xuất hiện ít, lời thoại cũng không nhiều và không gây được nhiều ấn tượng cho khán giả. Có thể coi đây là một sự mở đầu đầy tĩnh lặng của anh.
Trong thời gian tham gia bộ phim "Gia đình là số 1", Jung Il-woo còn nhận thêm hai bộ phim "SAT – đó chính là tôi" và "Tạm biệt đau thương". Trong phim "SAT – đó chính là tôi", Jung Il-woo vào vai một học sinh trung học hiền lành, ngoan ngoãn. Ngoài đời, Jung Il-woo cũng là một sinh viên rất ngoan và chăm chỉ, vì vậy, vai diễn trong phim dường như rất hợp với anh, Il-woo diễn mà như đang sống thật. Đó cũng chính là một trong những lý do mà "SAT – đó chính là tôi" nhận được sự phản hồi rất tốt từ phía khán giả. Với bộ phim "Tạm biệt đau thương", Jung Il-woo vào vai một thanh niên ôm trong lòng mối hận thù giết cha để đi tìm kẻ thù của mình. Jung Il-woo khiến khán giả có một cảm giác mới lạ khi xuất hiện với hình ảnh của một người đàn ông lạnh lùng, gai góc. Vẻ đau thương của vai diễn đã gây xúc động cho khán giả. Cũng với bộ phim này, Jung Il-woo đã giành được giải thưởng Diễn xuất xuất sắc nhất trong năm 2007.
Vào tháng 8 năm 2006, F đã bị thương trong một tai nạn xe hơi trong một chuyến đi chơi với người bạn thân, nam diễn viên Lee Min Ho.
Năm 2009, anh tham gia bộ phim "My Fiar Lady" trong vai anh chàng luật sư Lee Tae Yoon si tình.
Sự nghiệp và tên tuổi của anh ngày càng được khẳng định qua các vai diễn trong "49 Days", "Flower Boy Ramyun Shop", "The Moon that Embraces The Sun", "the Return of Iljimae".
Với sự nổi tiếng của mình, năm 2008 anh còn là người đại diện cho đoàn thể thao Hàn Quốc cầm đuốc Olympic trong lễ khai mạc Thế vận hội Mùa hè diễn ra tại Bắc Kinh, Trung Quốc.
Vào tháng 8 năm 2012, anh được trao giải trong hạng mục "Nghệ sĩ châu Á xuất sắc nhất" của Huading Awards. Trong năm 2012, anh còn được mời tham gia các chương trình talkshow ở Trung Quốc và Đài Loan. Hiện tại anh đang dành thời gian tập trung cho năm học cuối cùng tại Đại học Hanyang.

### Phim truyền hình
Sweet munchies (2020 - JTBC)
Haechi (2019 - SBS)
Girls' Lies (2016 - upcoming)
Love and Lies (2016 True 4U - upcoming)
CindereIla and the Four Knights (2016, tvN)
Beautiful Woman (Hunan TV - upcoming)
High End Crush (2015)
Night Watchman's Journal (MBC, 2014)
Cầu vồng hoàng kim (MBC, 2013-2014)
The Queen of Office (KBS2, 2013, ep 3) cameo
Mặt trăng ôm mặt trời (MBC, 2012)
Gia đình là số một (phần 3) (MBC, 2011, cameo)
Flower Boy Ramyun Shop (tvN, 2011)
49 ngày (SBS, 2011)
High Kick Through the Roof (MBC, 2009, cameo tập 35)
Take Care of the Young Lady (KBS2, 2009)
The Return of Iljimae (MBC, 2009)
The Secret of Keu Keu Island (MBC, 2008, cameo)
Unstoppable High Kick (MBC, 2006)
Thời đại Haechi vai Lee Geum/Vương tử Yoening/vua YoengJo (2019)

### Phim điện ảnh
The rise of a Tomboy (Hunan TV 2016)
My love (2008)
The Silent World (2006)

### Kịch
| Năm       | Tựa đề                          | Vai          |
| 2010      | Beautiful Sunday                | Lee Jun Seok |
| 2010 2024 | Hamlet Kiss of the spider woman | Molina       |

### Xuất hiện trên các chương trình
| Năm       | Tên                                                                                     | Kênh                 |
| --------- | --------------------------------------------------------------------------------------- | -------------------- |
| 2011      | One More Time – Jung Il-woo                                                             | MTV Korea            |
| 2011      | Amazing Dream Project                                                                   | jTBC                 |
| 2012      | Day Day Up                                                                              | Hunan TV             |
| 2012      | 完全娛樂                                                                                | TTV                  |
| 2012      | 100% Entertainment                                                                      | GTV                  |
| 2014      | Infinite ChaIlenge                                                                      | MBC                  |
| 2015 2016 | Star Chef (江苏卫视)                                                                    | JSTV                 |
| 2015 2016 | Running Man tập 242,283,289,290,437 Gala ''Spring Festival'' Showbiz Korea (21/09/2016) | SBS Hunan TV Arirang |

### MV
- This Is Me - SAT
- Goodbye Sadness
- Mnet Summer Break (2007)
- The Vow (서약) - Ali (알리) (Golden Rainbow(황금무지개)OST) (2014)

### Fan Meeting Event
2016 (4/9) Rail Trip with Jung Il-woo (Korea)
- 2016 (15/4): Fan-Meeting in Japan 10 Thank you
- 2015 (23/1): Fan-Meeting in Hong Kong
- 2007: First Fan-Meeting and Official Fan-Club Announcement in Korea
- 2009: First Fan-Meeting: ‘Secret Time in Japan’
- 2010: ‘Happy Sunday! Beautiful Sunday: Il-woo's Birthday Party & Fan-Meeting’ in Korea (05/09)
- 2010: 2010 Jung Il-woo Fan-Meeting in Tokyo ‘Flying Up’ (06/11)

## Đóng góp xã hội
| Năm  | Sự kiện                                 | Ghi chú             |
| ---- | --------------------------------------- | ------------------- |
| 2011 | 12th Jeonju International Film Festival | Honorary ambassador |
| 2011 | Canadian Tourism Commission             | Honorary ambassador |
| 2011 | TOTO Workshop                           | Official mentor     |
| 2012 | 4th Japan-Korea Friendship Festival     | Đại diện Hàn Quốc   |

## Giải thưởng và Đề cử
| Năm  | Giải                                                      | Thể loại                                               | Đề cử                           | Kết quả   |
| ---- | --------------------------------------------------------- | ------------------------------------------------------ | ------------------------------- | --------- |
| 2007 | 44th Baeksang Arts Awards                                 | Best New Actor                                         | My Love                         | Đề cử     |
| 2007 | 9th Mnet KM Music Festival                                | Best Actor in a Music Video                            | Goodbye Sadness                 | Đoạt giải |
| 2007 | 1st Mnet 20's Choice Awards                               | New Star Award                                         | Unstoppable High Kick           | Đoạt giải |
| 2007 | 1st Mnet 20's Choice Awards                               | Drama Star Award                                       | Unstoppable High Kick           | Đoạt giải |
| 2007 | MBC Entertainment Awards                                  | Best Male Newcomer in a Comedy/Sitcom                  | Unstoppable High Kick           | Đoạt giải |
| 2009 | 2nd Korea Junior Star Awards                              | Daesang (Grand Prize), TV category                     | The Return of Iljimae           | Đoạt giải |
| 2009 | KBS Drama Awards                                          | Best New Actor                                         | My Fair Lady                    | Đề cử     |
| 2012 | 7th Asia Model Festival Awards                            | Fashionista Award                                      | 49 Days, Flower Boy Ramyun Shop | Đoạt giải |
| 2012 | 2nd Ministry of Health and Welfare Share Happiness Awards | Recipient                                              | —                               | Đoạt giải |
| 2012 | 7th Huading Awards                                        | Asia Male Actor Award                                  |                                 | Đoạt giải |
| 2012 | MBC Drama Awards                                          | ExceIlence Award, Actor in a Miniseries                | Moon Embracing the Sun          | Đề cử     |
| 2013 | iQiyi Awards                                              | Male Actor Award                                       |                                 | Đoạt giải |
| 2013 | MBC Drama Awards                                          | ExceIlence Award, Actor in a Special Project Drama     | Golden Rainbow                  | Đề cử     |
| 2014 | MBC Drama Awards                                          | Top ExceIlence Award, Actor in a Special Project Drama | The Night Watchman's Journal    | Đoạt giải |